# Frederick A. Mueller
Frederick Adolf Mueller (Berlijn, 3 maart 1921  – Morehead, 5 maart 2002) was een Amerikaans componist, muziekpedagoog, musicoloog, dirigent en fagottist van Duitse afkomst. 

## Levensloop
Mueller emigreerde op twaalfjarige leeftijd samen met zijn moeder en zuster naar de Verenigde Staten en woonden aanvankelijk in de Joodse gemeenschap van het plaats Skokie. Zijn vader en zijn oudere broer overleden later in het concentratiekamp Auschwitz. Tijdens de Tweede Wereldoorlog deed hij dienst in het leger van de Verenigde Staten. Van 1946 tot 1947 studeerde hij aan de Juilliard School of Music in New York. Van 1947 tot 1955 was hij fagottist in de United States 4th Army Band die gestationeerd was in Fort Sam Houston in San Antonio en in deze tijdsperiode was hij tevens als fagottist verbonden aan het Kansas City Philharmonic, maar hij deed ook dienst in het leger tijdens de Koreaanse Oorlog. Van 1955 tot 1956 diende hij als fagottist in de United States 97th Army Band in Fort Sill. In 1957 behaalde hij zijn Bachelor of Arts in compositie aan de Universiteit van Houston in Houston. Toen was hij eveneens fagottist in het Houston Symphony Orchestra. Vervolgens studeerde hij aan de bekende Eastman School of Music in Rochester en behaalde aldaar in 1959 zijn Master of Arts in compositie. Zijn studies voltooide hij aan de Florida State University in Tallahassee en promoveerde tot Doctor of Musical Arts (D.M.A.). In deze tijd was hij lid van het blaaskwintet van de docenten van de Florida State University. 
Van 1961 tot 1967 was hij docent aan het Spring Hill College in Mobile. Hier leerde hij zijn latere vrouw Mary Faye Moore kennen. In 1966 maakte hij studies aan het New York Pro-Musica Institute Oakland University in Rochester en schreef een boekje over blockfluit, kromhoorn en fagot. Van 1967 tot 1991 was hij docent aan de Morehead State University in Morehead.
Naast deze werkzaamheden was hij eveneens bezig als componist, fagottist, dirigent en jurylid bij concertwedstrijden. 

## Composities

### Werken voor harmonieorkest
- Concerto, voor eufonium en harmonieorkest 
  1. Allegro
  2. Cavatina
  3. Rondo
- Nocturne
- Sinfonia nr. 3 "Appalachian Heraldry", voor harmonieorkest
- Symphonic suite nr. 2
- Variations on a Theme by Barber, voor tuba en harmonieorkest

### Vocale muziek

#### Liederen
- 1963 Five Songs on Blake Texts, voor zangstem en piano - tekst: William Blake

### Kamermuziek
- 1973 Tuba Trio, voor eufonium en 2 tuba's

## Publicaties
- William Spencer, (revised by) Frederick A. Mueller: The Art of Bassoon Playing (Revised Edition), Princeton, N.J. : Summy-Birchard, 1969/1995. 72 p., ISBN 978-0-874-87073-2